# Alfrocheiro preto
Alfrocheiro Preto é uma casta de uvas tintas portuguesa cultivada principalmente na região DOC Dão, estando presente também nos Vinhos Regionais do Alentejo. Esta casta é conhecida pela cor intensa que dá aos vinhos em que participa.